# 伊東怜
伊東 怜（いとう れい、1982年7月5日 - ）は、日本の元AV女優。
東京都出身。血液型：A型。身長：162cm。スリーサイズ：B:82(D-65)・W:56・H:84  

## 略歴
- 2002年7月 - 『プラトニック・ファック』でAVデビュー。

- 2006年1月 - 『フィナーレ』のレンタル開始をもって引退。

## 作品

### アダルトビデオ
- プラトニック・ファック（2002年7月31日、h.m.p）※デビュー作
- 愛撫でイッちゃう!（2002年8月31日、h.m.p）
- されたい気分…。（2002年10月25日、h.m.p）
- 変態ロマンス（2002年11月30日、h.m.p）
- 恋マロン 伊東怜（2002年12月21日、h.m.p）
- 狂った指先…（2003年1月31日、h.m.p）
- PIN　（2003年3月25日、ヴェガファクトリー）…共演:早坂ひとみ、小沢菜穂、COCOLO、神谷沙織、なつき
- 女教師 伊東怜（2003年3月31日、h.m.p）
- 僕の好きな痴女（2003年4月30日、h.m.p）
- 悩殺しちゃうぞ（レンタル）／セクシー秘密捜査官　RAY　悩殺コスプレミッション（セル）　（2003年5月30日（レンタル）／2003年6月10日（セル）、h.m.p）…共演:臼井利奈、武藤さき、黒木あみ
- 伊東怜と恋人になれるビデオ♥ …（2003年6月30日、h.m.p）
- 征服 伊東怜（2003年7月31日、h.m.p）
- 『淋しくて…』（2003年9月18日、h.m.p）
- 口撃（2003年10月21日、h.m.p）
- 裏／処女宮（2003年11月21日、h.m.p）
- 攻略／伊東怜（2003年12月31日、h.m.p）…共演:企画女優1名
- 犯してあげる…（2004年1月31日、h.m.p）
- マゾ蝶狂（2004年2月29日、h.m.p）
- あなたの妄想叶えてあげる（2004年3月31日、h.m.p）
- 伊東怜のザーメン、I love you（2004年4月30日、h.m.p）
- 伊東怜のHOW TO SEXレッスン（2004年5月31日、h.m.p）
- 伊東怜とSEXしたいヤツ、この指とまれ!（2004年6月30日、h.m.p）…共演:企画女優1名
- ようこそMax Cafeへ！（2004年8月31日、サマンサ（マックス・エー））
- 麗人（2004年9月24日、サマンサ）
- 白い疑惑　瀬戸由衣編（2004年9月28日、サマンサ）…共演:瀬戸由衣
- 白い疑惑　伊東怜編（2004年10月29日、サマンサ）…共演:瀬戸由衣
- 監禁ボディドール（2004年11月26日、サマンサ）
- ナイトRay（2004年12月28日、サマンサ）
- 淫口（2005年1月28日、サマンサ）
- ようこそMax Airlineへ！（2005年2月25日、サマンサ）
- Welcome マックスソープ!!（2005年3月25日、サマンサ）
- TABOO（2005年4月26日、サマンサ）
- 流出!!プライベート（2005年5月27日、サマンサ）
- 女教師狩り（2005年6月24日、サマンサ）
- オンエアー（2005年7月26日、サマンサ）
- 口内感染（2005年8月26日、サマンサ）
- 女帝（2005年9月27日、サマンサ）
- ストーキング（2005年10月25日、サマンサ）
- 絶叫中毒（2005年11月25日、サマンサ）
- たまゆら（2005年12月27日、サマンサ）
- フィナーレ（2006年1月24日、サマンサ）※引退作

### その他
- DELI presents チカチカ秘大作戦 - DELI　（ジャケット出演）
- 『Hey Girl feat.CORN HEAD』- OZROSAURUS（ＭＶ出演）